# 氯甲酸乙酯
氯甲酸乙酯（化学式：C3H5ClO2）是一个氯甲酸酯类化合物。

## 性质
无色发烟液体，有刺激性气味，有毒！其蒸气对眼、皮肤、粘膜有强烈的刺激作用，有腐蚀性。几乎不溶于水，可以与乙醇、氯仿、苯、乙醚互溶。
化学性质活泼。遇水分解生成盐酸。可与醇、酚、胺类反应，引入乙氧羰基（－COOC2H5），经水解又得到原来的醇、酚、胺。

## 制取
由乙醇与计算量的光气反应而得。

## 用途
用作有机合成中间体和溶剂。可用以制备碳酸二乙酯、异氰酸酯、氨基甲酸乙酯等。有机合成中用于引入羟基和氨基的乙氧羰基保护基。